# Danielle Deadwyler
Danielle Deadwyler, född 3 maj 1982 i Atlanta i Georgia, är en amerikansk skådespelerska. Hon började sin karriär som teaterskådespelerska i hemstaden Atlanta, för att sedan gå över till att spela roller inom film och TV. Hon har därefter medverkat i såpoperan The Haves and the Have Nots (2015–2017), dramaserien P-Valley (2020) och miniserierna Station Eleven (2021–2022) och From Scratch (2022).
Deadwyler, som är uppvuxen i de sydvästra delarna av Atlanta med totalt tre stycken syskon, har fått beröm för sina respektive framträdanden i westernfilmen The Harder They Fall (2021), den biografiska dramafilmen Till (2022) och dramafilmen The Piano Lesson (2024). Hon har också haft studier på Spelman College, Columbia University och Ashland University.

## Filmografi (i urval)

### Filmer
- 2017 – Gifted
- 2017 – En sista semester
- 2021 – The Harder They Fall
- 2022 – Till
- 2024 – I Saw the TV Glow
- 2024 – The Piano Lesson
- 2024 – Carry-On
- 2025 – The Woman in the Yard

### TV-serier
- 2015–2017 – The Haves and the Have Nots (TV-serie)
- 2016 – Greenleaf (TV-serie)
- 2018 – Hap and Leonard (TV-serie)
- 2018 – Atlanta (TV-serie)
- 2019 – Watchmen (TV-serie)
- 2020 – FBI: Most Wanted (TV-serie)
- 2020 – Paradise Lost (TV-serie)
- 2020 – P-Valley (TV-serie)
- 2021–2022 – Station Eleven (TV-serie)
- 2022 – From Scratch (TV-serie)